# Lago Kleiner Weißer
El lago Kleiner Weißer (en alemán: Kleiner Weißersee) es un lago situado en el distrito de Llanura Lacustre Mecklemburguesa, en el estado de Mecklemburgo-Pomerania Occidental (Alemania), a una altitud de 59 metros; tiene un área de 2 hectáreas.
Se encuentra ubicado a pocos kilómetros al norte de la frontera con el estado de Brandeburgo.